# Erik Clausen
Erik Clausen   (Copenhaguen, 7 de març de 1942 - Enghave Plads, 30 d'octubre de 2024) fou un actor, guionista i director de cinema danès. La seva pel·lícula de Ledsaget udgang va participar al 29è Festival Internacional de Cinema de Moscou.

## Filmografia
- Mig og Charly (1979)
- Cirkus Casablanca (1981)
- Felix (1982)
- Rocking Silver (1983)
- Midt om natten (1984)
- Manden i månen (1986)
- Tarzan Mama Mia (1989)
- Den store badedag (1991)
- De frigjorte (1993)
- En loppe kan også gø (1996)
- Slip hestene løs (2000)[3]
- Inkasso (2004)
- Villa Paranoia (2004)
- Ledsaget Udgang (2007)
- Frihed på prøve (2010)
- Mennesker bliver spist (2015)
- Aldrig mere i morgen (2017)[4]